# Koral Blue
Koral Blue was een Egyptische chartermaatschappij met haar thuisbasis in Sharm el-Sheikh.

## Geschiedenis
Koral Blue is opgericht in 2006 door de Tunesische Karthago Airlines en Belhassen Trabelsi samen met Orascom en Sun Air.
Koral Air verzorgt chartervluchten en Sun Air binnenlandse lijndiensten.

## Vloot
De vloot van Koral Blue bestond in mei 2007 uit:
- 1 Airbus AB320-200